# Rhaconotus bekilyensis
Rhaconotus bekilyensis är en stekelart som beskrevs av Granger 1949. Rhaconotus bekilyensis ingår i släktet Rhaconotus och familjen bracksteklar. Inga underarter finns listade i Catalogue of Life.